# GUNDAM開發計劃
GUNDAM開發計劃是OVA動畫《機動戰士GUNDAM 0083：星塵的回憶》當中所提及的一個空想的計畫，從這個計畫中所開發出來的概念機體都被冠上GP字眼（GUNDAM-Development Project之簡寫），並且各自有以花朵為名的暱稱。這些暱稱在地球聯邦軍正式文件中並沒有出現，而是開發者之間的慣用計畫代號。

## GUNDAM開發計畫
在一年戰爭結束之後，聯邦軍開始推動重建計畫。而本計畫為其中之一部分。宇宙世紀0081年10月20日以約翰·高恩中將為總負責人，與阿納海姆電子公司（Anaheim Electronics）開始共同進行。GUNDAM開發計畫的主要目的是為了發展並且驗證次世代主力量產MS的各種先進技術，所以本計畫產生的概念機可說是集地球聯邦與吉翁公國MS技術之大成。亞納海姆社內的「先進開發事業部」負責一號機與三號機，具有舊吉翁軍技術背景的第二研究事業部負責二號機與四號機。但是四號機因為種種原因而沒有變成所謂的GUNDAM系列機體，而是以另一種姿態出現，並且名字也跟GUNDAM不相干。所以狹義的GUNDAMGP系列實際上只有三架（含0號機的話共4架）
本來是極機密的本計畫後來被吉翁殘黨迪拉茲艦隊所察知，並派遣阿納貝爾·卡多等部隊突襲澳洲特林頓基地並奪走二號機，並用於其後的「星塵作戰」。由於RGP計畫所招來的種種不祥事態加上聯邦軍內部鬥爭，本計畫以及GP系列機體的存在被完全封印，並從官方紀錄上抹消。雖然本計畫所開發的技術一時之間不見天日，但實際上可變形機體等重要技術在日後的MS開發當中仍佔有重要地位。
而後在宇宙世紀0099年11月阿納海姆電子公司公佈了0083年GP計畫的詳細內容並廣受注目。也解開了一年戰爭時第一世代MS與格里布斯戰爭時期第二世代MS發展系譜上失落的環節。

## 設定資料的變遷
GUNDAMGP系列的MS群以宇宙世紀0083年的開發時期來看具有極高的性能，與四年後格里布斯戰爭時登場的各種MS相比毫無遜色。雖然以「不量產」作為前提所設計的實驗機有較高性能是可理解的，但是某些部份還是沒有考慮時間軸上的相容性（例如RX78-GP01Fb的反應爐出力2,045kW，噴射器總推力234,000kg，反觀四年後才出現的RX-178 GUNDAM Mk-II卻只有1,930kW，81,200kg）
負責設定GP03的也曾以「OOPArts」來形容。（考古學名詞，形容在遺蹟中發現但是技術力遠高於當時一般水準的物品，常被懷疑是偽造。全寫為Out Of Place Artifacts）。後來才又加上了「由於GP計畫被抹消故技術未直接投入在Mk-II世代上」等設定以緩和此項矛盾。
在其之後的補充設定中，提到了GP01Fb的發電機出力提升來自於額外裝備的BURNERN-內藏發電機組的莢型推進器模組所提供以說明與Mk-II的性能落差。但由於大部分資料只提供數據說明，而並未解釋其結構之不同（例如GP01(Fb)背包所裝備的推進器較Mk-II來得大型許多）所以實際修正效果有限。也有部分人仕認為比起0083，舊時的機械設定反而更為不合理，例如過小的體積／重量比、過小的發電機出力、過小的戰鬥半徑以及不合理的推重比與G力值等等。

## RX-78GP00 堡蘿森 "Blossom"
GP00是一部在01-04設計前的第一部GP系列機體。這機體設計時，概念是把GP系列的全部特點都加到一部機體上面。此機體同時要求陸地戰及宇宙戰能力，同時可以近距離格鬥戰以及強襲型一擊脫離戰法，又要可以裝備重火力來防衛據點，又要裝備I-Field來防禦光束兵器，亦需要有核心戰機作為駕駛員逃生以及帶備比駕駛員更寶貴的機體資料回航。所以，如果此機體成功的話，01-04就不會被設計。但是，此機體在最初只裝備大型光束步槍、綜合型感應器及核心戰機的情況下，就已經被破壞，證明了一部機體不可能同時有著那麼多的能力。
GP計畫除了GP01-04四機是A.E社專門為開發的以外，另外還有一部A.E社獨立秘密開發的GP計畫機體：GP-00。GP-00是A.E社背者聯邦軍開發的技術驗證機，屬於MS開發過渡期的作品，同時也被認為是AE最全能的一機，完全是A.E社“高、大、全”的另一表現。
RX-78 高達GP00「堡蘿森」，英文為Blossom，為果樹之花的意思。花語：“開始”。GP-00還是採用了核心戰鬥機系統，包括FF-XⅡ[00]核戰機脫出系統、多重向量噴嘴、全景式駕艙精度光學儀器、背部AMBAC（活動平衡自動控制）、專用的BOOSTER SYSTEM及狂彪裝置，以恐怖的推進力著稱。但是由於當時的技術限制，GP-00的很多性能還是不穩定的，作業系統很差。有資料提供此機在參加巡邏任務時與薩梅爾部隊戰鬥被嚴重損壞。將回收到的珍貴資料的分析結果是，追求多方面性能的結果是導致駕駛員負擔過重，之後研製1-4號機就採用追求單一性能的極限。
此機體如何被破壞則是有數種說法：
在《幽靈子彈》（最初出現此機體的外傳故事）中如此說：
和吉翁殘黨軍作戰時被破壞。
在電擊Hobby雜誌的「Gundam Secret Weapons」中如此說：
撞到一艘破棄的艦隻的殘骸。
在Gundam Wars卡片遊戲（第一次在官方承認的地方出現並有公式設定圖片）如此說：
因為太多的裝備令機體失去平衡度，所以在測試時自毁。
沒有任何證據證明任何一個說法是比另一個說法更正確，但其實這三個說法並沒有互相抵觸，所以混合起來的說法可能是：
在一次測試時，GP00遇到了吉翁殘黨軍而被逼進入作戰。在作戰時，因為太多的裝備令機體失去平衡度而失控。而在失控後，此機體撞進了一艘破棄艦隻的殘骸中被破壞。
總之，最重要的部份為它被破壞是因為不平衡的極多裝備設計。這使得GUNDAM開發計劃團隊決定把各個特性分開到四部機體上面。而引伸出後來的01-04四部機體。此機體並未在《0083》中出現，本來出現於《幽靈子彈》後來於GUNDAM事典Ver. 1.5中亦有機體介紹。
UC0082.12.04 巡邏中的GP00遭受MS-06 F-2和YMS-16 ZAMEL小隊的攻擊，ZAMEL利用遠距離的炮擊配合3台ZAKU對GP00展開攻勢，雖然GP00以微損的情況成功擊破了敵軍，但是不久被因炮擊波及崩塌的戰艦殘骸摧毀
值得一提的是GP00的驾驶员为杰克・贝亚德（ジャック・ベアード），这个角色是美树本晴彦为高达系列画的第一个人设，而且杰克的首次登场是在高达系列的首部体感电影《GUNDAM THE RIDE》（1999年），杰克的声优是当时刚出道不久的福山润。

## RX-78GP01 傑菲蘭沙斯 "Zephyranthes"
RX78-GP01是以RX-78 GUNDAM系列為基礎加以修改，以求取得汎用人形機動兵器的極限性能。由阿納海姆電子公司先進開發事業部負責。在GUNDAM開發計畫開始之後的兩年，宇宙世紀0083年9月29日於馮·布朗市出廠。原訂由亞納海姆社所屬的測試駕駛員尼爾·格雷斯曼擔任試飛員，但由於尼爾在反應爐測試中發生意外而喪生，才臨時決定由聯邦軍駕駛員中挑選試飛員。
本機體繼一年戰爭中聯邦軍的V作戰三機體（即RX-78 GUNDAM等）之後，也為了提高駕駛員生存性，便於回收實戰資料以及增加汎用性等原因而配備了核心戰機。為了驗證隨之而來的機體剛性下降，重量增加等問題，構成GP01駕駛艙模組的核心戰機II（編號FF-XII）相對RX-78的核心戰機而言大幅度提昇了性能。與本體的組合方式也從RX-78的垂直型變成水平型，核心戰機II在作為駕駛艙模組時駕駛艙與機鼻部份往下折曲置於機身與引擎之下。因此核心戰機的本身的發動機，進氣冷卻系統與噴射系統，武裝等也可在組合型態時加以運用。
另外GP01武裝的一項主要改進是光束步槍開始使用可拋棄的彈匣（E-PACK，可替式MEGA粒子莢）而非內藏式。此設計可減輕光束步槍的重量並且讓戰場補給得以迅速進行。GP01標準出擊裝備中除了步槍上的彈匣外，尚有兩個備用彈匣位於盾牌內側。
「傑菲蘭沙斯」（ZEPHYRANTHES）的代號來自於中文俗稱「蔥蘭」、「韭蘭」或「風雨蘭」的石蒜科玉簾屬植物之屬名，英文俗名為Rain Lily，花語為「清純的愛」。

### RX-78GP01-Fb 全方位推進型 "Full Burnern"
RX-78GP01-Fb為上述RX-78GP01的宇宙用修改版，開發初期的計畫是設置8個胸部姿勢控制噴嘴，另外一邊設置兩組肩部噴嘴。背包部份與日後的MSA-0011[Ext]EX-S GUNDAM同樣具備有內藏反應爐的加力噴射模組（日文設定名稱為BURNERN）。與光束軍刀一起附著在可動骨架上的全方向噴射模組（即GP-01Fb背後延伸出來的兩個筒狀物體）各有三組噴嘴，脛部也有兩組噴嘴。
本裝備在GP01（地面戰型態）出廠時即已完成，但是未進行預定中的測試，GP01即因遭遇迪拉茲艦隊麾下西瑪·卡拉豪中校所率領的海軍陸戰隊並在戰鬥中大破（未施以Fb裝備的GP01在宇宙環境的機動力比RGM-79 標準型吉姆還糟）被送至阿納海姆電子公司馮·布朗工廠進行修理與改裝，並且重新設計，在兩天內趕工完成進行測試，並投入戰列。在金平島核彈襲擊事件後與GP02A決戰並同歸於盡。
本機體的主反應爐出力增大到2,045kW。核心戰機兩翼被取代為全方向噴射模組，同時可作為AMBAC系統的動作肢體以取得宇宙空間中的高度機動性。另外武裝也增加了XBR-L-83d長距離光束步槍，但由於並非GP01專用品且準確度不佳，實戰中只使用過一次，並且還借用了亞爾比翁主砲的穩定器（本劇情載於0083CD話劇「倫卡洋面砲擊戰」）XBR-L-83d原為GP-04的主武裝，交由GP-01Fb作為測試。

## RX-78GP02A 賽薩里斯 "Physalis"
RX78-GP02A是於《GUNDAM 0083》中登場，地球聯邦軍的試作型強襲用核攻擊型機動戰士。開發代號為「賽薩里斯」（PHYSALIS），中文解釋「酸漿」或「苦蘵」的一種茄科植物。其花語為「欺騙」。
GP02A的開發構想為攻擊力重視的強襲型MS，而為了達到該構想，純綷的以「最強」為代名詞的核武便成為了其設計基本。
GP02A的開發是由阿納海姆電子公司第二研究事業部負責。這個部門由於吸收了許多吉翁系MS的設計者，所以最初的開發成果有許多地方反映了大魔系列的設計思想。也因此GP02的外觀與RX-78系列有很大的不同。另外以GP02的技術為基礎所開發的力奇·戴亞斯系列等第二世代MS也與GP02有相似之處。在開發第二階段將外觀修正成更接近RX-78系列的樣子，再經過第三階段耐核爆裝備的設置，於0083年9月18日出廠。並運送至澳洲特林頓基地進行地面測試。
由於米諾夫斯基粒子散佈下的戰場無法使用無線導引，所以本機體被設計為接近目標後發射無導引的火箭彈，並且裝設了大型散熱盾牌，裝甲與駕駛艙等也以耐熱耐衝擊為優先考量。而為了增加機動力以及不干涉核彈頭收納模組，噴射系統從背包部移動至肩部加以特化並加強推力，使GP02A在地面也能浮行。同時肩部推進模組也與GP-01Fb相同，可作為AMBAC系統的動作肢體，可在1.1秒之內轉身180度。腳部由於無法被散熱盾牌充分保護，所以有單獨的冷卻系統與裝甲。
GP02A最重要的武裝：核子火箭炮在使用時會將收納在背包內的Mk-82核彈頭移動至右肩的發射機構內，並將散熱盾內收納的砲身與發射機構接合形成完整的火箭炮。該彈頭雖然被分類為戰術核彈，但是卻擁有戰略核彈等級的威力。而為了承受近距離核爆的威力，大型散熱盾當中設置有液態氮冷卻機構。
阿納貝爾·卡多在奪取GP02A之後於孔貝島襲擊聯邦觀艦式成功，在歸隊時與GP01-Fb交戰而雙雙破壞。

## RX-78GP03 典多洛比姆 "Dendrobium"
RX-78GP03是於《GUNDAM 0083》中登場，地球聯邦軍的試作型宇宙據點防衛用機動兵器。開發代號為「典多洛比姆」（Dendrobium），中文解釋「石斛蘭」，其花語為「任性的美人」。本機在一部份遊戲與設定集中被稱為GP03D，但官方仍以GP03為標準稱呼。在0083的強襲，阻止臨界點中活躍。為浦木宏的後期駕駛機。
本機體的設計概念是「兼具有MS的汎用性與MA的攻擊力的機動兵器」，負責開發的單位與GP01相同，為阿納海姆電子公司先進開發事業部。基於聯邦軍的要求，本機具有MA的共通特徵：極大的推進力與戰艦等級的大型光束砲。同時，開發者有鑑於一年战争時期MS與MA近戰格鬥時MA的脆弱性，在設計本機時將RX-78-2GUNDAM核心戰機的概念延伸，用整個MS作為GP03的核心系統，在需要近距離戰鬥時可以讓MS的部分單獨出擊。而其他的部分則是外掛的武器庫與推進系統等，在遠距離火力戰時發揮高速度與高威力的特性。
完成後的GP03成為當代最巨大的機動兵器之一，具有單機對抗一整個MS大隊的火力。外掛的武器庫與推進系統被稱為「歐契斯」（ORCHIS，意為「花萼」）；而做為核心的MS，RX-78GP03S，則稱為「史迪蒙」（STAMEN，意為「雄蕊」）。藉由新開發的作業系統以史迪蒙腰部設置的尾部集成機構與歐契斯連結，同時尾部也作為GP03S的推進器用。使駕駛員得以管制與操作整台GP03。六個大型推進器可產生與小型宇宙戰艦相等的推力並獲得極高的加速度，以便突入前線投射大量火力。
機體的右側配備了全長達90公尺的MEGA光束砲，而正面左側則配備了聯邦機體史無前例的I力場產生裝置以阻擋光束攻擊。另外也有針對飛彈攻擊而配備的熱誘餌等裝置。機體下腹部配有兩組大型機械臂並裝有大型光束軍刀，可將吉翁的姆賽級巡洋艦的艦橋一刀兩斷。機頂設置的16個武器庫可各自搭載各種模組化的武器。例如以繩索射出後讓敵機接觸而引爆的爆導索，以及置於莢艙中射入敵機範圍之後全方位射擊的小型飛彈，與MS同樣大小的大型集束飛彈等等。另外也裝載了可讓MS本體使用的折疊式火箭砲、光束步槍，以及後來被RX-178 GUNDAM Mk-II使用的Hyper火箭砲，盾牌等武裝。由MS本體上臂所延伸出的折疊機械臂可從武器艙當中取出這些武器。
本機由於是宇宙專用機，所以並未與GP01/GP02一起送至地球，而是繫留在阿納海姆電子公司的大型船塢衛星「La Vie En Rose」（拉比安羅斯／玫瑰人生）當中。阿爾比昂乘組員為了對抗迪拉茲艦隊，不顧駐點軍官的反對而強行帶走GP03並投入戰場。雖然以其強大的火力擊落包括戰艦在內的大量敵機，但與阿納貝爾·卡多所駕駛的諾耶·吉爾交戰當中遭受到聯邦軍SOLAR SYSTEM II的照射使得歐契斯模組大破並且被放棄。
虽然在迪拉兹之乱后GP系列的开发被抹消，但之后0088年设计开发的MSA-0011 Ex-S GUNDAM和MSA-0011(Bst)303E DEEP Striker（深度强袭，虽存在设计稿但未生产）等机体被认为在设计上部分继承了GP-03的思想。
從某些角度來說，充分展現本機最初設計概念的MS機體，首推於0096年時完成之NZ-999 新自護號。
另外，於0085年GP-03D有被改裝成第二裝備後被提坦斯使用的記錄，與原型最大的不同是原版大型光束炮被去除，而武器庫則是被4門戰艦級大型光束炮所取代。

### RX-78GP03S 史迪蒙 "Stamen"
RX78-GP03S是於《GUNDAM 0083》中登場，地球聯邦軍的大型機動兵器，RX-78GP03的核心模組。開發代號為「典多洛比姆・史迪蒙」（DENDROBIUM STAMEN，石斛蘭的雄蕊）
GP03S的性能大幅度凌駕當時的各種MS，設置在腰部的尾翼整合元件除了作為與GP03 ORCHIS「歐契斯」模組的接口以外也是GP03S的推進器。也與GP01-Fb同樣可作為AMBAC系統的動作肢體，並賦予本機高度的運動性。在上臂內收納的機械手臂可伸長並從「歐契斯」模組的武器庫中取用各式武器。
本機的駕駛艙有稱之為P-Spec的核心戰機式樣，以及配備全週天螢幕的非核心戰機式樣。前者在GP03初期測試時受到所屬不明的吉翁系MS部隊攻擊而毀壞（測試駕駛員締芺羅·卡戰死），於修復時換裝為後者。
在《0083》當中並沒有描寫GP03S單體進行戰鬥的場景，而在後來製作的3D電腦動畫短片《GUNDAM EVOLVE 4》當中有P-Spec的GP03S登場。

## RX-78GP04G 加貝拉 "Gerbera"
RX-78GP04G本身並沒有在《0083》中登場，而是改裝為「AGX-04 加貝拉·迪特」（Gerbera Tetra）。並轉交給西瑪艦隊使用，成為西瑪·卡拉豪的後期搭乘機。
AGX-04的機體名稱結合了原本的開發代號「加貝拉」（Gerbera，意即「非洲菊」，花語為「神秘」）以及代表「4」的Tetra（迪特）字樣。
在0083本篇當中，GP04僅存在於設定上。其主要功能為高速突擊與格鬥戰。由於其功能屬性與GP01-Fb互相重疊，而廢止此項開發案。也有一種說法是聯邦軍賈米托夫派（後來成為迪坦斯）故意停止此開發案以利轉交給與其內通的西瑪艦隊，雖屬合理推測，但故事中並無明顯的證據。AGX-04本身雖然與GP系列GUNDAM同出一源，但由於開發停止，以及設計者多為舊吉翁系MS相關人員，加以秘密讓渡給西瑪艦隊時必須的偽裝等因素，使得成品外觀與GUNDAM系列完全不同。在CD話劇「倫卡洋面砲擊戰」當中AGX-04所使用的高出力光束步槍雖然在設定上稱為AGX-04專用，但由於火力管制系統完全不同，也有一種說法是該步槍原本是GP系列使用者。
GP04原本並無官方的機械設定稿。後來0083機械設定者之一的明貴美加在Hobby Japan「GUNDAM WEAPONS 3」發行時繪製了設定稿，並且以該畫稿為基礎，假想「如果GP04沒有被廢案的狀況」而設計出改造的GUNPLA並且大受歡迎。最後生產出GK模型並且於2004年成為官方設定，並在3DCD短片《GUNDAM EVOLVE 4》劇情亦出現當中其設計圖。後來在漫畫《鋼彈EXA》中出現，為阿納海姆企業的試用機體。
GP04G的改裝機體，另外還有在GFF中出現的AGX-04 A1。是Katoki Hajime修改得更加接近為由GP04G改裝的機體而設計。因為若以現實的科學作為基本來研究下，AGX-04的改裝會令機體性能下降（例如噴射口擴大而非平衡會浪費推進劑），所以才會有AGX-04 A1的重新設計案。